# Клюси (Піський повіт)
Клюси (пол. Klusy, нім. Klaussen) — село в Польщі, у гміні Ожиш Піського повіту Вармінсько-Мазурського воєводства.